# Jan Männer
Jan Männer (* 27. August 1982 in Emmendingen; † 26. September 2022) war ein deutscher Fußballspieler. Der Mittelfeldspieler absolvierte bis Dezember 2007 acht Bundesligaspiele (ein Tor) und 132 Zweitligaspiele (sechs Tore).

## Leben

### Sportliche Laufbahn
Jan Männer spielte in der Jugend beim FC Emmendingen und anschließend bis 1996 beim Bahlinger SC. Von dort wechselte er zum SC Freiburg. In der Saison 2001/2002 kam der offensive Mittelfeldspieler zu acht Erstligaeinsätzen und seinem ersten Bundesligator. Nach dem Abstieg der Breisgauer aus der ersten Liga spielte er noch eine weitere Saison für den Klub in der 2. Bundesliga. Im Sommer 2003 wechselte er zum Ligarivalen Karlsruher SC, bei dem er sich als Stammspieler etablierte. Er absolvierte für den KSC in vier Jahren insgesamt 109 Zweitligaspiele. Zur Saison 2007/08 wechselte Männer zum Zweitligisten SC Paderborn, jedoch wurde neben den Verträgen von Daniel Brinkmann, Dennis Schulp und David Siradse auch sein Vertrag in der Winterpause aufgelöst. Anschließend beendete er seine Karriere nach sechs Profijahren im Alter von 25 Jahren.
Er absolvierte 2002 und 2003 zwei U21-Länderspiele für den DFB.

### Weiteres Berufsleben
Nach seiner Fußballkarriere studierte Männer an der Universität Bayreuth und der California State University in Fresno und erwarb einen Master. Anschließend arbeitete er als Sportökonom im Verkaufsmanagement unter anderem für den Kraftfahrzeughersteller Porsche, für das DFL-Unternehmen Sportec Solutions sowie für den DFB. Am 26. September 2022 starb er mit 40 Jahren.

## Erfolge
- Aufstieg in die Bundesliga mit dem SC Freiburg (2003)
- Aufstieg in die Bundesliga mit dem Karlsruher SC (2007)